# Gerión

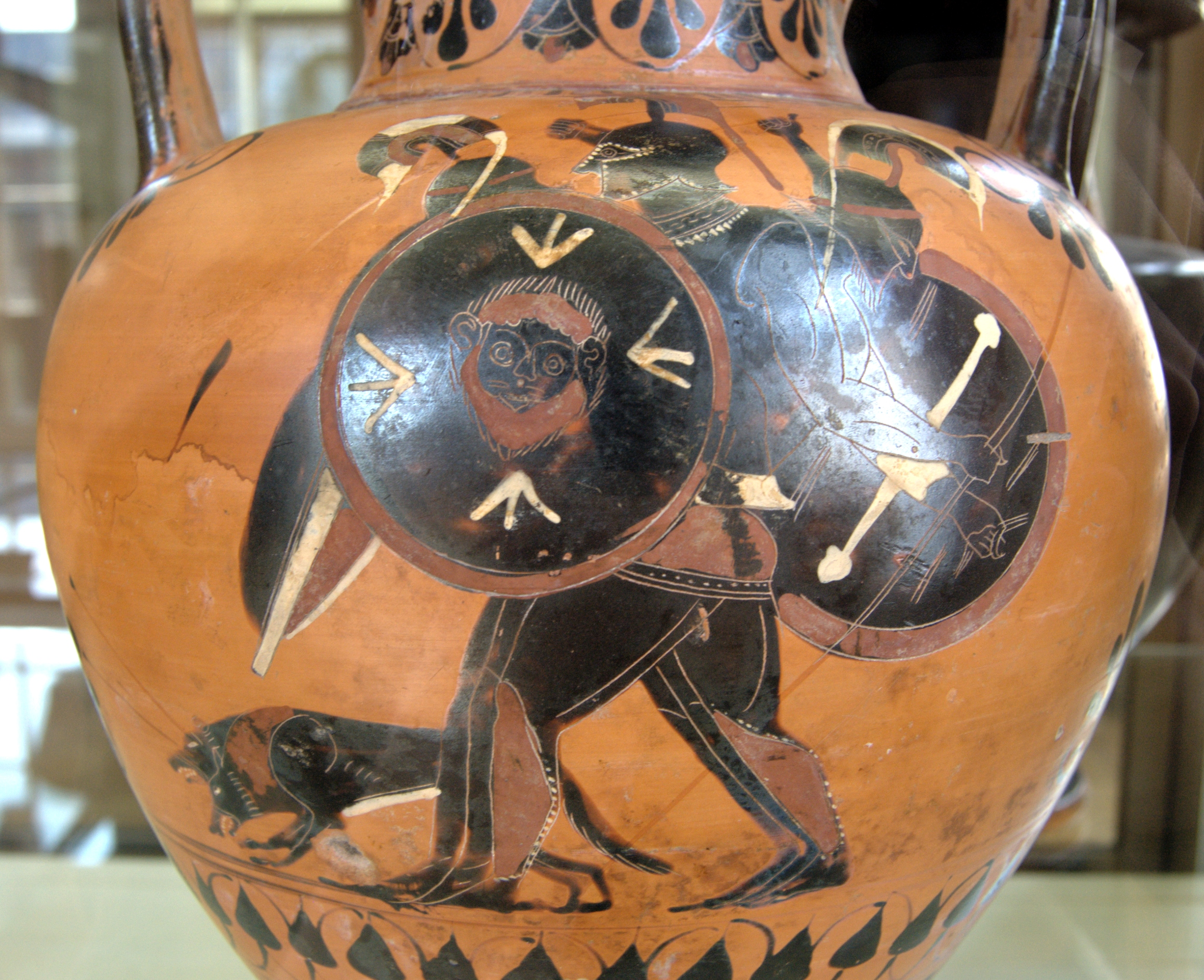
Gerión y Ortro. Ánfora de figuras negras datada en ca. 540 a. C., Biblioteca Nacional de Francia.

En la mitología griega, Gerión, Geriones, Gerioneas o Gerioneo (en griego: Γηρυών, Γηρυόνης, Γηρυονέας o Γηρυονεύς; en latín: Gerȳo, Gerȳon o Geryŏnes) es un ser mitológico hijo de Crisaor y Calírroe. Se le describe como un hombre de tres cabezas que vivía en la isla de Eritea, en el actual Cádiz. Heracles, en su décimo trabajo, se enfrentó a él y lo mató para robarle sus rebaños de bueyes.

## Gerión en fuentes literarias antiguas

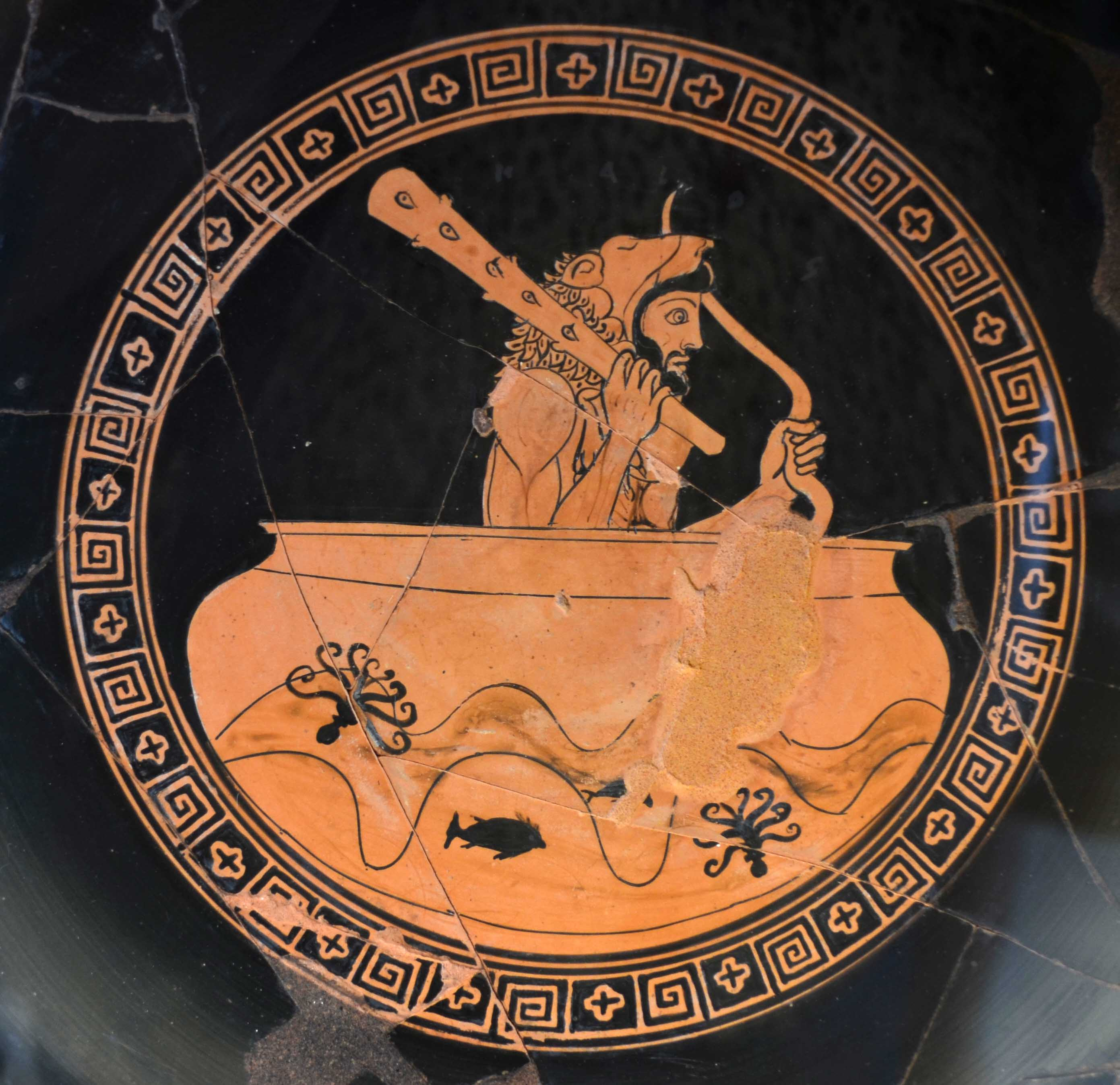
Hércules navega en la copa de Helios, el Sol, en su décimo trabajo. Cílica, ca. 480 a. C., Museos Vaticanos.

La primera mención a esta figura está en la Teogonía de Hesíodo, de hacia el siglo VIII a. C.. Se dice que Crisaor y Calírroe, hija del Océano, engendraron a Gerión, que tenía tres cabezas. Gerión vivía en Eritea, un lugar rodeado "de corrientes" y "al otro lado del ilustre Océano". Hércules habría matado a Gerión, a su perro Ortro y al boyero Euritión en un establo para robar sus bueyes y luego había ido con los animales, siguiendo la corriente del mar, hasta Tirinto.
Estesícoro, hacia el 590 a. C., le dedicó un poema, llamado Gerioneida (Geryoneïs), donde habla de que Gerión vivía en una gruta de piedra "más o menos" en frente de Eritea, junto al río Tartessos (posiblemente el río Guadalquivir), un río de "raíces de plata".
Flavio Arriano transmitió la opinión de Hecateo de Mileto, de hacia el 500 a. C., según la cual Gerión era rey en una región de Ambracia y Afiloquia.
Heródoto, en el siglo V. a. C., también situó a Gerión en la isla de Eritea, que sitúa cercana a Gadeira, más allá de las Columnas de Hércules y a orillas del océano.
Eurípides también habló de Gerión en su obra Hércules furioso.
Estrabón citó a Estesícoro y a Ferécides de Siros para situar a Gerión en Eritea. También especificó que, para Ferécides, Gades y Eritea son lo mismo, pero dice que según otros es una isla situada enfrente de la ciudad, separada por un canal de un estadio.
Virgilio, en la Eneida, también situó a Gerión en la península ibérica.
En la Biblioteca mitológica, probablemente del siglo I, se explica que como décimo trabajo se le encargó a Hércules buscar el ganado de Gerión, que se encontraba en Eritea, lugar identificado claramente como Cádiz. Gerión también de considerado hijo de Crisaor y Calírroe. Se explica que Gerión tenía los cuerpos de tres hombres crecidos juntos unidos por el vientre y divididos por los costados y los muslos. Era propietario de un rebaño de bueyes rojos, pastoreados por Euritión y el perro Ortro. El perro Ortro era hijo de Equidna y de Tifón y tenía dos cabezas. Hércules recorrió Europa para buscar en ganado de Gerión, matando por el camino muchas bestias salvajes. Pasó por Libia y, al llegar a Tartessos, levantó dos columnas, una en África y otra en Europa, como monumento a su viaje. Mientras viajaba el Sol le abrasaba. Entonces dobló su arco contra el Sol que, admirado por su valentía, le dio una copa de oro en la que pudo navegar. Cuando llegó a Eritea se alojó en el monte Abas. Entonces fue atacado por el perro Ortro y lo mató con su maza. Tras esto llegó el pastor Euritión y lo mató también. Menetes, que pastoreaba el rebaño de Hades por aquel lugar, le contó a Gerión lo que había hecho Hércules. Gerión se encontró con Hércules al lado del río Antemo mientras este se estaba llevando su rebaño. Lucharon y Hércules mató a Gerión. Tras esto, Hércules embarcó el rebaño en la copa, atravesó el mar hacia Tartessos y devolvió la copa al Sol.
Diodoro Sículo, en el siglo I a. C., dice que Hércules recibió la orden de Euristeo de traer los bueyes de Gerión. Narra que Hércules llegó a Gadeira y plantó una columna en Europa y otra en África. Habla de que Crisaor reinaba sobre toda Iberia y tenía tres hijos. Dice que Hércules reunió armamento y soldados con los que derrotó a los ejércitos de Crisaor, en presencia de sus hijos, sometió a Iberia y se llevó ganados. Entonces especifica que Hércules se encontró con un rey indígena y le dejó una parte de las reses como regalo. Desde entonces, según Diodoro, existió la costumbre en Iberia de sacrificar cada año en honor de Hércules el mejor toro de las manadas.
Pompeyo Trogo, conocido a partir del epítome que de su obra hizo Marco Juniano Justino, afirma que Gerión era rey de una parte de Hispania formada por islas. También dice que no era un gigante con tres cuerpos, sino que era uno de tres hermanos que atacaron a Hércules al verle robar sus ganados.

El mismo Gerión no era un hombre con tres cuerpos, como nos dicen las fábulas, sino que se trataba de tres hermanos, que vivían en tal armonía, que parecían actuar movidos por una misma alma; y ellos no atacaron a Hércules motu proprio, sino que, viendo robar sus reses, pretendieron recuperar lo que les había sido arrebatado por medio de la fuerza.

Según Filistes, Timeo y Licofrón, después de que Hércules robase los rebaños de Gerión regresó pasando por Italia. Según Estesícoro lo hizo por el Tirreno, según Esquilo por Liguria, según Heródoto por la Escitia y según Apolodoro por Liguria, el Tirreno, el Brucio y Sicilia.
Según Diodoro Sículo, Hércules recorrió Italia con los rebaños de Gerión. Un hombre llamado Lacinio intentó robarle sus bueyes y Hércules lo mató pero, por error, mató también a Crotón, yerno de Lacinio, que trataba de impedir el robo. Tras reconocer su error, Hércules rindió honores a Crotón.
Rufo Avieno escribió su Ora maritima en el siglo IV, basándose en autores anteriores. En esta obra dice que Gerión tenía su hogar en "las costas del golfo tartésico".
Publio Ovidio Nasón (en sus obras Heroidas y Las metamorfosis), Estacio, Dion Crisóstomo y Pausanias también mencionaron este mito.
Servio dijo que Gerión gobernó sobre Hispania y que se le representaba con tres cabezas por las islas de Mallorca, Menorca e Ibiza. También apunta a que otros autores decían que era de Tartessos.
Según Pomponio Mela, nacido en Tingentera, la isla de Eritea donde vivía Gerión se encontraba en Lusitania.

## Difusión del mito en la península itálica y la Galia
En los comienzos del Imperio romano había Abano Terme, provincia de Padua, un famoso oráculo dedicado a Gerión, cerca de la fuente de Aponus.
En Agira, Sicilia, hubo un culto a Gerión.
Hay una estatua etrusca de bronce que representa a Gerión en el Museo de Bellas Artes de Lyon y otra en Orvieto, así como una pintura etrusca de él en la Tumba del Orco de Tarquinia, del siglo II a. C..
En la Galia también era conocido y, según Amiano Marcelino, era frecuentemente llamado Tauriscos.

## Representaciones griegas
El historiador Martin Robertson consideró las siguientes representaciones griegas de Gerión encontradas como anteriores al poema de Estesícoro sobre el personaje:
- Un píxide protocorintio encontrado en Falero, probablemente del siglo VII a. C.[2]
- Un fragmento de una copa corintia encontrada en Peracora, del siglo VI a. C.[2]
- Dos escudos argivos de bronce de Delfos y Olimpia, del siglo VI a. C.[2]
- Varios vasos áticos de figuras negras del grupo de Leagro[2]
- Las metopas del Tesoro de los Atenienses en Delfos, de finales del siglo VI a. C. o principios del siglo V a. C.[2]
- Las metopas del Templo de Zeus en Olimpia, del siglo V a. C.[2]
- Las metopas del Teseion de Atenas, del siglo V a. C.[2]

También se sabe, por fuentes escritas, que antes del escrito de Estesícoro se representó a Hércules conduciendo a las reses de Gerión en el Trono de Apolo en Amiclas y la lucha de Hércules contra Gerión en el Cofre de Cípselo de Olimpia.
Después de que Estesícoro escribiese sobre Gerión sus representaciones se volvieron mucho más frecuentes. De hecho, en dos vasos calcídicos de la segunda mitad del siglo VI a. C. se representa a Gerión con alas, un atributo que solamente tiene en el poema de Estesícoro.
Se conocen casi 70 vasos de la segunda mitad del siglo VI a. C. con representaciones del mito de Gerión.

## Origen

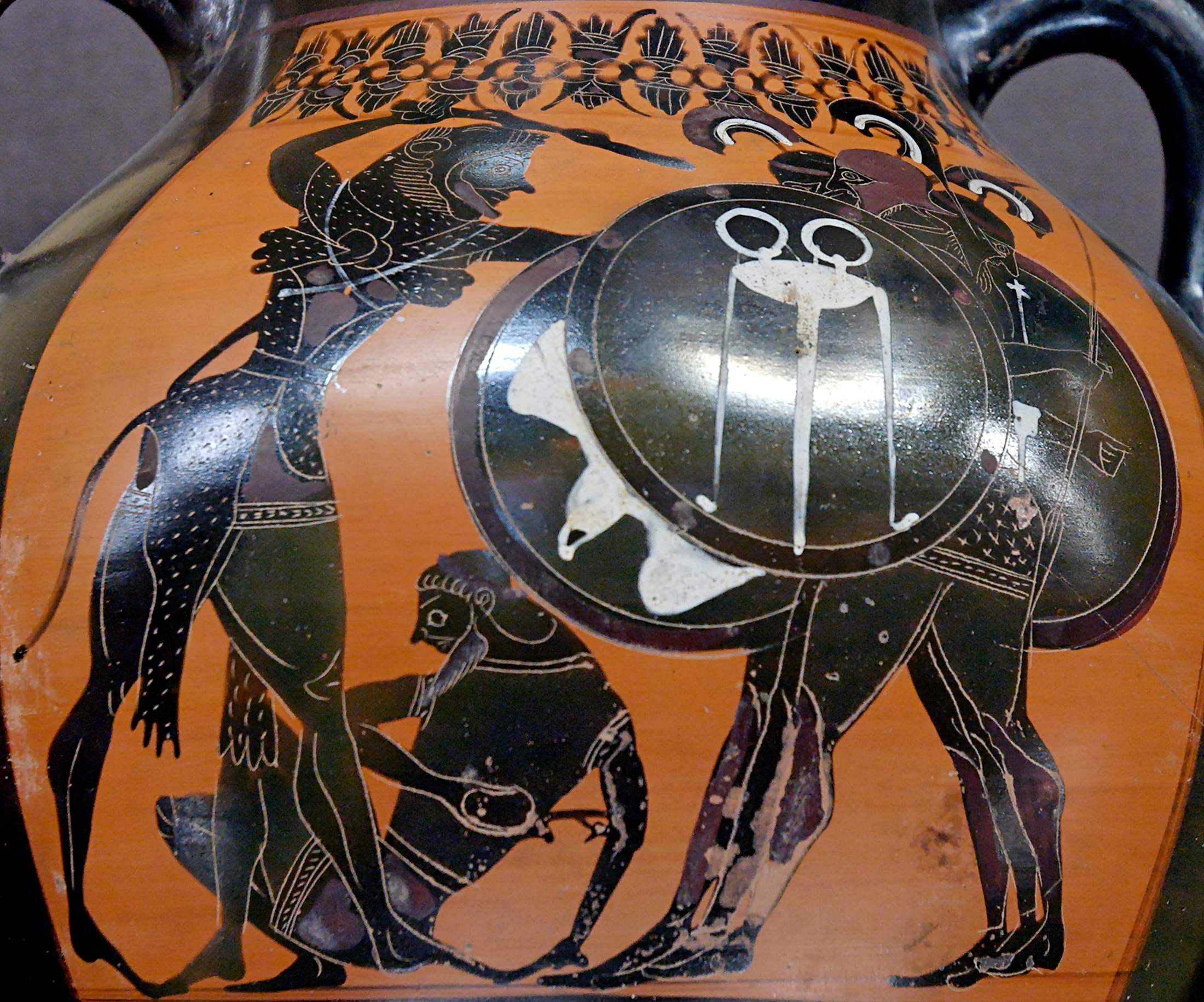
Hércules luchando contra Gerión (Euritión moribundo en el suelo). Ánfora, ca. 540 a. C., Museo del Louvre.

Adolf Schulten pensaba que el mito de Gerión provenía de los foceos. También creía que se había dado el nombre de Gerión a un rey tartésico llamado Theron, que Macrobio define como "rey de la Hispania citerior".
Julio Caro Baroja creía que era fruto de una mitificación de los reyes de Occidente. Se basa en que algunas fuentes, como Servio y Lido, mencionan a Gerión como rey de toda Hispania.
José Remesal Rodríguez cree que los reyes Gerión y Habis representan la riqueza ganadera y agrícola de la región de Tartessos.
Bernadette Liou-Gille consideró que el mito tuvo un origen indoeuropeo, porque en los himnos védicos se habla de la lucha de Hidra con un monstruo de tres cabezas. En el sur de la península ibérica, donde se mezclaba lo continental y lo mediterráneo, se habría creado el mito de Gerión y, de ahí, habría pasado a Grecia. Un antiguo culto a Gerión habría sido absorbido por un culto al Melkart fenicio, que después se identificó con el Heracles griego.
Antonio Blanco Freijeiro tiende a creer que Gerión era un rey de Tartessos o una personificación de un río, por ser hijo de una ninfa de agua y nieto del Océano.
José Carlos Bermejo Barrera cree que Gerión y otros personajes mitológicos fueron ubicados por los griegos en lo que consideraban el límite occidental del mundo y no eran fruto de una mitología propia de la península ibérica.
Juan Maluquer cree que el mito es un indicio de que existió una sociedad de carácter agrícola y pastoril en el sur de la península ibérica, influenciada por comerciantes mediterráneos que querían sus riquezas mineras.
Para José María Blázquez Martínez el mito de Gerión es de origen griego y fue situado en Gades por Estesícoro, un siciliano que consideraba aquel territorio el límite del mundo conocido. Cree que no tuvo arraigo en este lugar porque no se encontraba representado en la puerta del Heracleion gaditano ni se han encontrado representaciones entre los nativos. Tampoco cree esté relacionado con fenicios ni celtas, aunque señala que entre estos últimos los mitos de tricéfalos son frecuentes.
Joaquín Guichot aporta, además, una posible explicación astronómica del mito:

Desde luego podría explicarse la conquista de los bueyes de Gerión de la misma manera que hemos explicado el triunfo de Hércules sobre el león, y decir, que es la entrada del sol en el signo equinoccial del Toro lo que se ha querido significar. Pero creemos que los bueyes que aquí se trata son las siete hermosas estrellas de la osa mayor, que aparecen entonces por la mañana, y cuya ascensión sobre el horizonte fija perfectamente esta época. Es sabido que los antiguos las llamaban los bueyes de Ícaro ó del Bootes (el boyero). Añaden los mitólogos que estaban guardadas por un dragón, hijo de Tyfon y de Ejina, semejante al Dragón celeste situado al lado de la osa ó bueyes de Ícaro; que además estaban custodiados por perros, lo cual también es verdad, según Cesio. Además, el dueño de aquellos bueyes se acuesta en tal momento y desciende sobre el horizonte hacia las mismas regiones donde los antiguos situaban la Hesperia

## El Gerión de Dante

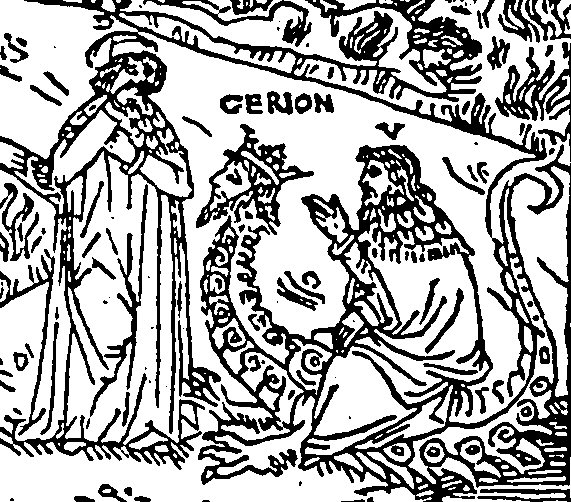
Dante, Virgilio y Gerión. Grabado de 1497.

En la Divina comedia de Dante, concretamente en el Canto XVII, Gerión es el nombre de un ser con cabeza humana de rostro bondadoso, cuerpo de serpiente, con garras y una cola venenosa ocultas. Gerión avanza con Virgilio y Dante realizando formas circulares por el abismo que separa el séptimo círculo del Infierno del octavo.
En el siglo XIX Gustave Doré retrató al Gerión de Dante en uno de sus grabados.

## El árbol de Cádiz
Filóstrato de Atenas, en su Vida de Apolonio de Tiana, habla de un túmulo en Gades que recordaba la muerte de Gerión sobre el que crecía un árbol que emitía sangre.
Estrabón escribió que Posidonio hablaba de un árbol en Gádira con ramas dobladas hasta el suelo y con hojas ensiformes. Decía que si se cortaba una rama salía leche y si se le cortaba la raíz salía un jugo bermellón. Estrabón añadió que había visto un árbol similar en Egipto, pero sin frutos.
Aristóteles habla de un acanto en la isla de Eritea y lo relaciona con una especie vegetal usada para fibras textiles.
Licofrón y Pausanias hablan de un árbol de Gerión que destilaba sangre. Servio, comentando la Eneida de Virgilio, atribuye el nacimiento del árbol a la sangre derramada por Gerión.
Isidoro de Sevilla dijo que la savia del árbol de Cádiz se convertía en gemas al secarse y vitrificarse.
Este árbol se ha identificado por historiadores como Adolf Schulten y Antonio García y Bellido con el drago, una especie habitual en las Islas Canarias, que tenía una savia rojiza que era usada en la Antigüedad con fines medicinales.
En 1983 se encontró un bronce en Samos del siglo VII a. C. que muestra la lucha entre Hércules y Gerión. En el escenario aparece un drago.
En la provincia de Cádiz hay dragos actualmente, pero ninguno puede relacionarse con el mito de Gerión.

## Hércules y Gerión en historias de España medievales

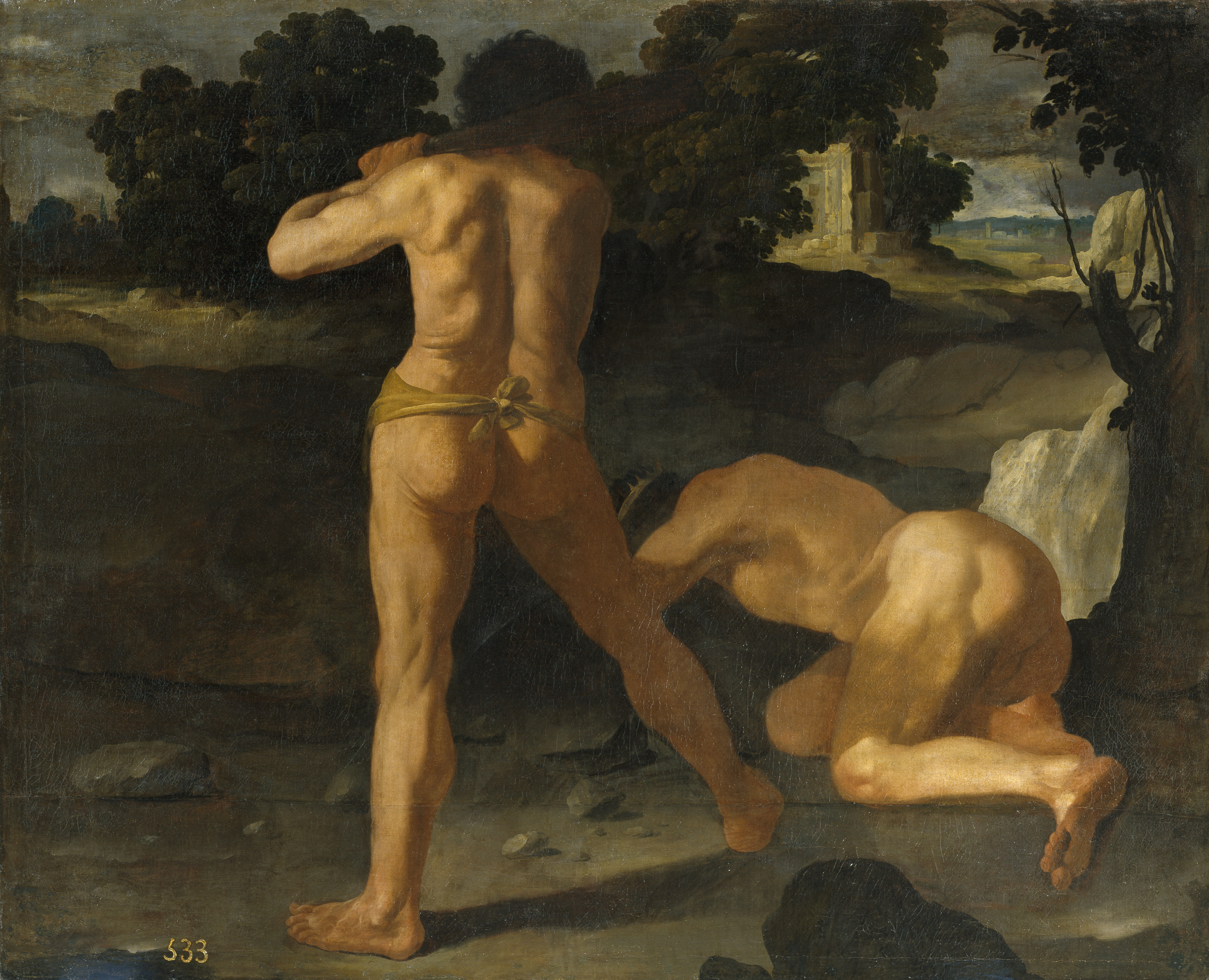
Hércules vence al rey Gerión, por Francisco de Zurbarán (1634, Museo del Prado).

El arzobispo de Toledo, Rodrigo Jiménez de Rada, escribió en el siglo XIII una historia de España con el nombre de De rebus Hispaniae. Habla de que Hércules llegó a territorio español, por entonces conocido como Hesperia, y construyó un puerto y unas torres conocidos como "Gades de Hércules", que seguían recibiendo ese nombre por entonces. Describe a Gerión como un hombre fuerte y terrible. Dice que Gerión no tenía tres cabezas, sino que era uno de los tres hijos de Crisaor, que poseía los reinos Gallecia, Lusitania y Bética. Hércules se habría enfrentado a Gerión en varias batallas y habría terminado matándolo y apropiándose de sus propiedades y ganados. Entonces entregó distintos territorios de Hesperia a los pueblos que le había acompañado, como Galicia a los gálatas. Después Hércules fue a Lusitania, cuyo nombre procedería de los juegos o lusus que instituyó en ella, e Híspalis (Sevilla) con los "espalos" o escitas. Devastó la Cartaginense e hizo huir a Caco de la Carpetania al Monte Aventino de Roma. También fundó Turiaso (Tarazona), Urgel y Barcelona.
La Historia de España de Alfonso X el Sabio, escrita también en el siglo XIII, cuenta que Hércules llegó a Cádiz, donde hizo construir una torre muy grande con una estatua de cobre con una llave en la mano derecha. Luego remontó el río Guadalquivir hasta donde se fundaría Sevilla. Estando Lisboa se enteró de que Gerión tiranizaba siete reinos en Extremadura. Los habitantes pidieron ayuda a Hércules, que retó a Gerión a un combate singular y le derrotó en los confines norteños de Hesperia. Luego hizo construir otra torre muy grande (la Torre de Hércules gallega), metió la cabeza de Gerión en los cimientos y fundó una ciudad llamada Cruña (La Coruña), por ser una mujer con este nombre la primera pobladora. Se narra luego que Hércules se fue a celebrarlo al entorno del río Guadiana y que emprendió la labor de poblar la Baja Andalucía. Hércules nombraría a su sobrino Espán señor del territorio, que pasó a llamarse España.